# 브로민화 칼륨
브로민화 칼륨 또는 브롬화 칼륨(Potassium bromide)은 19세기 말과 20세기 초에 항경련제와 진정제로서 널리 사용된 염이다. 미국에서는 1975년까지 일반의약품으로 구매가 가능했다. 작용 기전은 브로민화물 이온이다. 브로민화 칼륨은 동물용 약품(개의 항간질제)으로 사용된다.
표준 조건에서 브로민화 칼륨은 백색 결정의 가루이다. 물에 쉽게 녹는다. 아세토나이트릴에는 녹지 않는다.

## 준비
4 K2CO3 + Fe3Br8 → 8 KBr + Fe3O4 + 4 CO2